# Rinorea virgata
Rinorea virgata là một loài thực vật có hoa trong họ Hoa tím. Loài này được (Thwaites) Kuntze miêu tả khoa học đầu tiên năm 1891.